# 彼得·萨顿 (篮球运动员)
彼得·萨顿（英語：Peter Sutton，1931年11月22日—1985年11月9日），澳大利亚男子篮球运动员。他曾随国家队参加了1956年夏季奥林匹克运动会男子篮球比赛，最终队伍获得第十二名。